# Sirti
Sirti S.p.A. è una azienda specializzata nella progettazione, realizzazione e manutenzione di grandi reti di telecomunicazione.
Fondata nel 1921, opera nei settori delle telecomunicazioni e delle soluzioni digitali per le aziende. Sirti è un attore di successo anche a livello internazionale in Europa e in Medio Oriente.
Il Gruppo Sirti svolge attività di ricerca e sviluppo presso le proprie sedi di Sesto San Giovanni (MI) e Roma, inoltre partecipa a progetti di ricerca in ambito europeo in collaborazione con alcuni dei principali operatori di telecomunicazioni, università, centri di ricerca e società manifatturiere.

## Storia

### La nascita
È stata fondata da Vittorio Bruni Tedeschi di CEAT e Piero Pirelli di Pirelli il 21 novembre 1921 con il nome di Società Italiana Reti Telefoniche Interurbane con sede a Milano. Nel 1925 fanno l'ingresso nell'azionariato le società Western Electric, ITT e Siemens, portando Sirti ad essere leader italiano nella installazione di reti per comunicazioni telefoniche; in quegli anni, crea peraltro la prima rete telefonica interurbana in Italia, collegando nord, centro e sud della penisola, andando ad operare anche nell'Africa orientale italiana.

### Il dopoguerra
Nel secondo dopoguerra, partecipa alla ricostruzione, fornendo e posando cavi coassiali e ponti radio, insieme a Pirelli e Sielte: nel 1977 completa la messa in posa del COS2, la prima rete urbana in fibra ottica al mondo, di progettazione CSELT e in collaborazione con Pirelli.

### L'ingresso in IRI e l'espansione internazionale
Entrata nell'orbita del gruppo IRI-STET (a partire dal 1965), nel 1978 assume l'attuale denominazione, iniziando a lavorare in tutto il mondo, realizzando, ad esempio, una dorsale di comunicazione in cavi coassiali tra Golfo Persico e Mar Rosso, per un totale di 1400 km.  Nel 1985 si quota in Borsa; detiene l'esclusiva per la manutenzione delle rete telefonica nazionale di SIP ed ASST e tra i clienti annovera Ministero della difesa, Enel, Autostrade ed è partner del Consorzio Saturno, incaricato di costruire gli impianti tecnologici sulla rete ferroviaria italiana ad alta velocità. Nel 1997 entra a far parte di Telecom Italia a seguito della trasformazione di STET.

### Dall'uscita da Telecom Italia ai giorni nostri
Nel 2000 viene venduta a Wiretel ed il suo ramo immobiliare, un patrimonio valutato tra 360 e 410 miliardi di lire, viene conferito nella nascente IMMSI S.p.A..
A Genova, nel 2006, nasce il centro di ricerca Sirti finalizzato allo sviluppo di nuove soluzioni tecnologiche nell’ambito della sicurezza ferroviaria. Il titolo Sirti torna a primeggiare in borsa con un incremento di valore da record fino al 2008 (2,65 € per azione), anno in cui si registra il delisting.
Il 4 aprile 2008 Veicolo Italiano Investimenti Tecnologici acquisisce il 95% delle azioni Sirti, facendo scattare il diritto per Borsa Italiana di revocare la quotazione di Sirti.
Nel 2013, insieme a Huawei, realizza la rete LTE per Wind, vincendo il bando da 1 miliardo di euro promosso dal gestore telefonico.
Il 10 agosto 2016 Pillarstone Italy, piattaforma finanziaria fondata da Kkr Credit, rileva il 100% del capitale da HIIT e Banca Imi. Alla fine dello stesso anno, Sirti annuncia il termine dell’acquisizione dell’intero capitale azionario di Foi & Vitali Elettrodotti S.p.A., dando origine a Sirti Energia, società interamente controllata da Sirti S.p.A., specializzata nella progettazione, costruzione e manutenzione di reti interrate o aeree, di trasporto e di distribuzione di energia.
Nel 2019 Sirti acquisisce Wellcomm Engineering, società specializzata in ambito cibersicurezza, per rafforzare e sviluppare il posizionamento del gruppo nel settore ICT, già consolidato grazie all'unità di business «Digital Solutions».
Il 9 febbraio 2021 MERMEC e Sirti comunicano la chiusura dell’operazione di cessione del 100% delle attività della Business Unit Trasporti di Sirti, annunciata in data 5 novembre 2020. L’operazione avviene attraverso la creazione di una NewCo in cui confluiscono le attività Trasporti di Sirti, adibite allo sviluppo e fornitura di sistemi tecnologici per l’infrastruttura ferroviaria. Con la chiusura dell’operazione, il 100% della NewCo passa nelle mani di MERMEC.
Il 1 ottobre 2022 Sirti assume un nuovo assetto societario. Vengono costituite le società Sirti TELCO Infrastructures S.p.A. e Sirti Digital Solutions S.p.A. in cui confluiscono rispettivamente le Business Unit TELCO e la Digital Solutions.

## Società controllate
Sirti TELCO Infrastructures S.p.A. è controllata al 100% da Sirti S.p.A.
Sirti Alliance for Infrastructures S.c.a.r.l., in breve SAI, è controllata al 99% da Sirti TELCO Infrastructures S.p.A.
Sirti Telco Piemonte S.r.l. è controllata al 100% da Sirti TELCO Infrastructures S.p.A.
Service Delivery Europe S.r.l., in breve SDE, è controllata al 60% da Sirti TELCO Infrastructures S.p.A.
Sirti Digital Solutions S.p.A. è controllata al 100% da Sirti S.p.A.
Wellcomm Engineering è controllata al 100% da Sirti Digital Solutions S.p.A.

## Principali azionisti
Sirti è una società con Socio unico PS Reti S.p.A.. Il Capitale Sociale ammonta a 42040523 € interamente versato.
PS Reti S.p.A. (Pillarstone Italy) ha rilevato il 73,16% della società da HIIT, un veicolo di private equity che raggruppava alcuni fondi di private equity, fondi di debito e alcuni soci industriali, e il restante 26,84% da Banca Imi, banca d’investimento del Gruppo Intesa Sanpaolo.

## Dati societari
- Ragione sociale: Sirti S.p.A.
- Sede Legale: Viale Thomas Alva Edison, 110 - 20099 Sesto San Giovanni (MI)
- Sede di Roma: Via della Bella Villa, 222 - 00172 Roma
- Codice fiscale e iscrizione al registro delle imprese di Milano-Monza-Brianza-Lodi: 04596040966.